# Sanduk Ruit
Sanduk Ruit (nepalski: सन्दुक रूइत, ur. 4 września 1954) – nepalski okulista, który przywrócił wzrok u ponad 120 000 ludzi w Afryce i Azji za pomocą operacji zaćmy polegającej na małym nacięciu oka i umieszczeniu w nim soczewki. Jest założycielem i dyrektorem wykonawczym Instytutu Okulistyki Tilganga.
W swojej działalności skupia się przede wszystkim w pomocy najuboższym ludziom, mieszkającym często w odległych, niedostępnych regionach.

## Wczesne życie i edukacja
Ruit urodził się 4 września 1954 roku w odległej górskiej wiosce Olangchung Gola na granicy z Tybetem, w dystrykcie Taplejung w północno-wschodnim Nepalu. Jego wioska, zamieszkana przez ok. 200 osób, była położona 11 000 stóp (ok. 3350 m) nad poziomem morza, w pobliżu szczytu Kanczendzonga. Jest to jeden z najodleglejszych i najbiedniejszych regionów Nepalu.
Ruit był drugim z sześciorga dzieci jego rodziców. Stracił trójkę swojego rodzeństwa, szczególnie przeżył śmierć siostry o imieniu Yangla, która zmarła w wieku 15 lat z powodu gruźlicy, na której wyleczenie nie było stać jego rodziców.
Sanduk Ruit uczęszczał do szkoły w Dardżylingu. W 1969 Ruit ukończył szkołę Siddhartha Vanasthali w Katmandu w Nepalu, później kształcił się w Indiach. Studiował medycynę na King George's Medical College w Lucknow od 1972 do 1976, a dalsze studia odbywał od 1981 na All India Institute of Medical Sciences w Delhi. Uczył się również w Holandii, Australii i Stanach Zjednoczonych, a jego mentorem był okulista profesor Fred Hollows.

## Kariera
Sanduk Ruit i Fred Hollows opracowali w 1986 roku wykorzystanie niedrogich soczewek wewnątrzgałkowych, w celu wprowadzenia operacji zaćmy przy pomocy małego nacięcia oka. Soczewki pozostawały jednak zbyt drogie dla wielu pacjentów z zaćmą. W 1995 roku Ruit opracował nową soczewkę wewnątrzgałkową, którą można było wyprodukować znacznie taniej. Opracowana przez niego wersja soczewki od 2010 roku jest używana w ponad 60 krajach. Metoda Ruita jest obecnie nauczana w amerykańskich szkołach medycznych.
W 1994 roku dr Ruit założył w Katmandu Centrum Okulistyki Tilganga, obecnie nazywane Instytutem Okulistyki Tilganga. Instytut Tilganga wykonał ponad 100 000 operacji i przeszkolił ponad 500 członków personelu medycznego z całego świata. Produkuje również soczewki wewnątrzgałkowe projektu Ruita za mniej niż pięć dolarów za sztukę. Oferuje także tanie protezy oczu.
W celu zoperowania tych, którzy nie mogą dotrzeć do miast lub mieszkają w odizolowanych obszarach wiejskich, Ruit i jego zespół organizują mobilne obozy okulistyczne, często wykorzystując namioty, sale lekcyjne, a nawet stajnie dla zwierząt jako prowizoryczne sale operacyjne.
Po leczeniu północnokoreańskiego dyplomaty w Katmandu, Ruit przekonał władze północnokoreańskie, by udzieliły zgody na jego wizytę w tym kraju w 2006 roku. Przeprowadził tam operacje u około tysiąca pacjentów oraz przeszkolił wielu lokalnych chirurgów.
W kwietniu 2021 r. Ruit założył fundację Tej Kohli & Ruit, której misją jest przebadanie miliona ludzi i wyleczenie trzystu tysięcy przypadków ślepoty zaćmy do 2026 roku. W marcu 2021 r. fundacja otworzyła swój pierwszy punkt mikrochirurgii w regionie Lumbini w Nepalu.

## Nagrody i wyróżnienia
- W maju 2007 r. Ruit został mianowany Honorowym Oficerem Orderu Australii[14].
- W czerwcu 2006 otrzymał nagrodę Ramona Magsaysay[15].
- Na cześć Ruita nazwano jego nazwiskiem w 2001 asteroidę 83362 Sandukruit[16].
- 17 grudnia 2015 został odznaczony Narodowym Orderem Zasług Bhutanu[17].
- 27 października 2016 r. otrzymał nagrodę Asia Game Changer Award od Asia Society[18].
- W 2018 r. rząd Indii uhonorował go orderem Padma Shri, będącym czwartym najwyższym odznaczeniem cywilnym w Indiach[19].
- We wrześniu 2020 r. rząd Nepalu ogłosił, że dr Sanduk Ruit zostanie uhonorowany nagrodą Suprasiddha Prabal Janasewashree[20].